# ایگور سومنیکوف
ایگور سومنیکوف (انگلیسی: Igor Sumnikov؛ زادهٔ ۲۹ سپتامبر ۱۹۶۶) دوچرخه‌سوار اهل بلاروس است.